# Варавва (фільм, 1961)
«Варавва» (англ. Barabba) — італо-американський пеплум, знятий у 1961 році на студії «Чінечітта» за мотивами однойменного роману нобелівського лауреата Пера Лагерквіста.

## Сюжет
Біблійна легенда про злодія і вбивці Варавва, якого помилував Понтій Пілат. Була така цікава традиція в стародавній Юдеї, коли глядачі, присутні на масові страти, які були своєрідною шоу, що проходили при гігантському кількості публіки, могли за своїм уподобанням вибрати одного сподобався їм злочинця і звільнити його від смерті. І народ обрав — бандита Варавву! І тим самим прирік на заріз Христа…

## У ролях
- Ентоні Квінн
- Сільвана Мангано
- Наташа Лайтесс
- Джек Паланс
- Ернест Боргнайн
- Кеті Хурадо